# Балка Журавлёва
Балка Журавлёва — геологический памятник природы местного значения. Находится в Амвросиевском районе Донецкой области в селе Велико-Мешково. Статус памятника природы присвоен решением облисполкома № 622 от 15 декабря 1975 года. Площадь — 2 га.
В Балке Журавлёва находится обнажение, в котором угольные пласты выходят на поверхность. Пласты угля вышли на поверхность под влиянием внутренних и внешних сил земли в верхнем крыле северного Журавлёвского надвига Амвросиевской антиклинали. До этого пласты находились на большой глубине.